# Laliostoma labrosum
Laliostoma labrosum (Cope, 1868)  è una rana della famiglia Mantellidae, endemica del Madagascar. È l'unica specie del genere Laliostoma.